# Ibru
Ibru – wieś w Rumunii, w okręgu Alba, w gminie Blandiana. W 2011 roku liczyła 3 mieszkańców.